# Joiselle
Joiselle est une commune française du Nord-Est de la France, située dans le département de la Marne en région Grand Est. 

## Géographie

### Localisation
Sa superficie est de 9,76 km2, son altitude moyenne de 150 mètres environ. Les villages les plus proches de Joiselle sont Champguyon à 2,22 km, Neuvy à 2,44 km, Tréfols à 2,62 km, Morsains à 3,21 km,  Villeneuve-la-Lionne à 4,49 km et Réveillon à 4,9 km.
Joiselle est proche du parc naturel régional de la Montagne de Reims.
|                      | Tréfols  |            |
| Villeneuve-la-Lionne | Joiselle | Champguyon |
| Réveillon            | Neuvy    |            |

### Géologie et relief, hydrographie

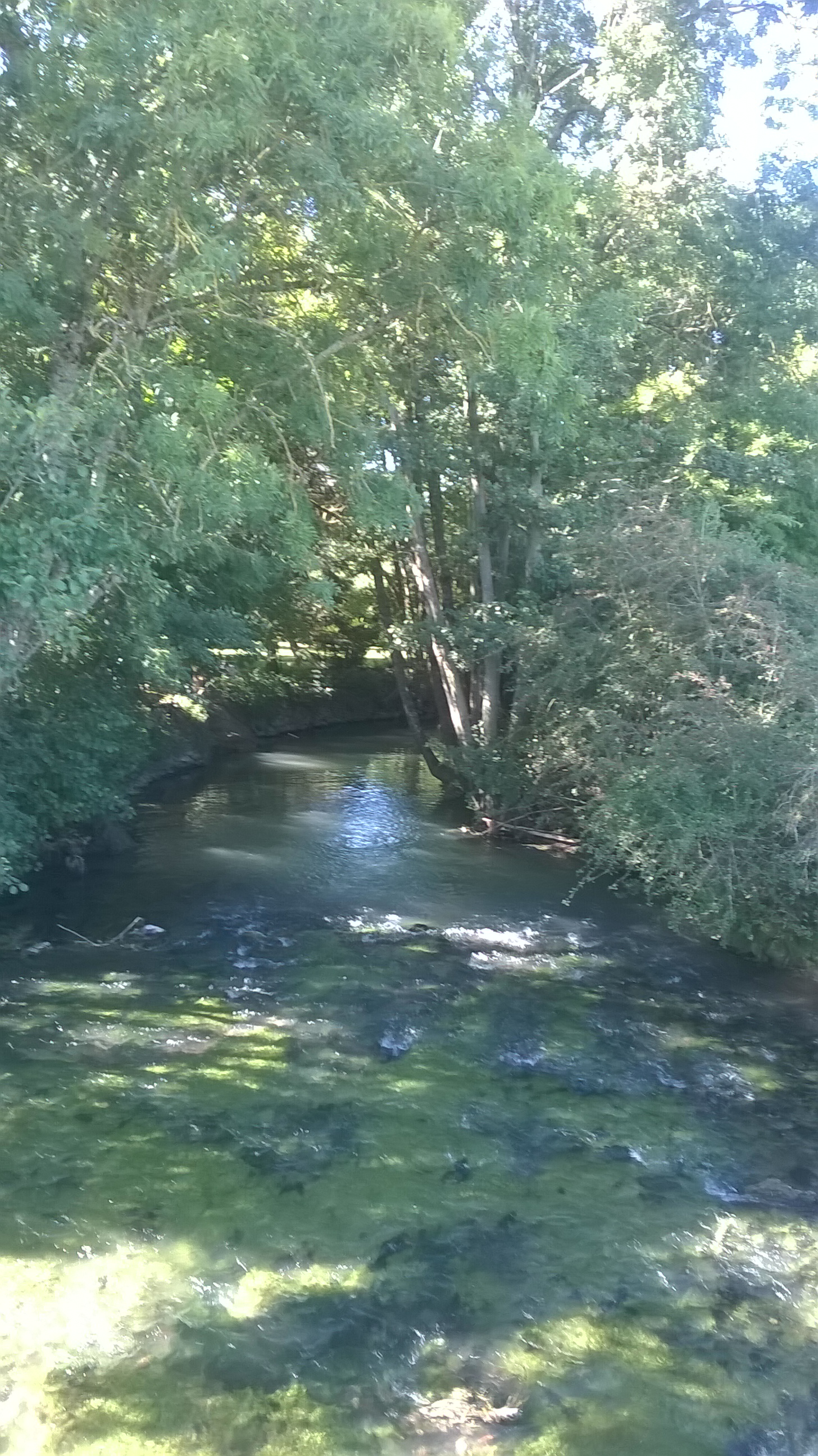
Le Grand Morin à Joiselle.

Village de la Brie Champenoise, il se situe dans la vallée de la rivière  Le Grand Morin qui traverse la commune. À Joiselle, celui-ci reçoit comme affluents, le Ruisseau de la Fontaine Bouillante et le Ru de Bonneval rive droite, le Ruisseau de la Fontenelle et le Ru des Roulis rive gauche.

### Voies de communication et transports
Joiselle disposait auparavant d'une gare sise sur la ligne de Gretz-Armainvilliers à Sézanne, entre Villeneuve-la-Lionne et Neuvy, en venant de Paris.

### Morphologie urbaine
Le village est composé dans sa partie centrale de quelques maisons autour de la mairie et de l'église. Il se prolonge  par sept hameaux et neuf fermes isolées au milieu des champs et des bois.
La route D 575 de Montmirail à Courgivaux passe par Joiselle. À Esternay, à huit kilomètres au sud, il y a une liaison avec la route nationale 4 de Paris à Nancy, qui est partiellement aménagée comme une autoroute.

### Hydrographie

#### Réseau hydrographique
La commune est dans la région hydrographique « la Seine de sa source au confluent de l'Oise (exclu) » au sein du bassin Seine-Normandie. Elle est drainée par le Grand Morin, le ru de Bonneval, le ruisseau de Vessard, le Grand Morin, le ru des Routis, le ruisseau de la Fontaine Bouillante, le ruisseau de la Fontenelle et divers autres petits cours d'eau,.
Le Grand Morin, d'une longueur de 118 km, prend sa source dans la commune de Lachy et se jette  dans la Marne à Condé-Sainte-Libiaire, après avoir traversé 37 communes.

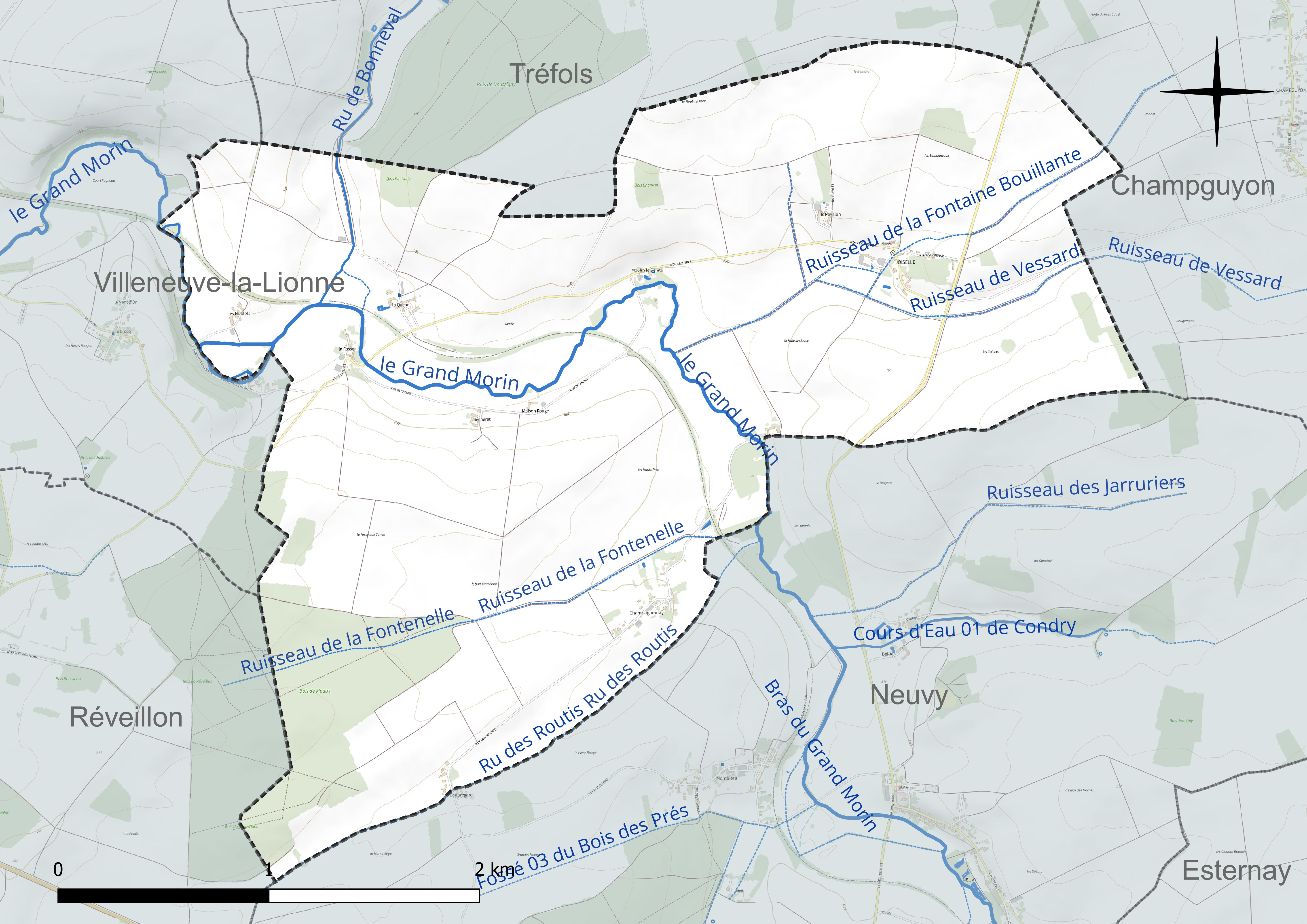
Réseau hydrographique de Joiselle.

Le ru de Bonneval, d'une longueur de 19 km, prend sa source dans la commune de Charleville et se jette  dans le Grand Morin sur la commune, après avoir traversé cinq communes.

#### Gestion et qualité des eaux
Le territoire communal est couvert par le schéma d'aménagement et de gestion des eaux (SAGE) « Petit et Grand Morin ». Ce document de planification concerne le territoire des bassins versants du Petit Morin (630 km2) et du Grand Morin (1 185 km2) et se répartit sur trois départements (la Marne, l'Aisne et la Seine-et-Marne). Il a été approuvé le 21 octobre 2016. La structure porteuse de l'élaboration et de la mise en œuvre est le Syndicat mixte d'aménagement et de gestion des eaux (SMAGE) - EPAGE.
La qualité des cours d’eau peut être consultée sur un site dédié géré par les agences de l’eau et l’Agence française pour la biodiversité.

### Climat
Pour des articles plus généraux, voir Climat du Grand Est et Climat de la Marne.
En 2010, le climat de la commune est de type climat océanique dégradé des plaines du Centre et du Nord, selon une étude du Centre national de la recherche scientifique s'appuyant sur une série de données couvrant la période 1971-2000. En 2020, Météo-France publie une typologie des climats de la France métropolitaine dans laquelle la commune est exposée à un climat océanique altéré et est dans la région climatique Nord-est du bassin Parisien, caractérisée par un ensoleillement médiocre, une pluviométrie moyenne régulièrement répartie au cours de l’année et un hiver froid (3 °C).
Pour la période 1971-2000, la température annuelle moyenne est de 10,2 °C, avec une amplitude thermique annuelle de 15,4 °C. Le cumul annuel moyen de précipitations est de 763 mm, avec 12,4 jours de précipitations en janvier et 8,2 jours en juillet. Pour la période 1991-2020, la température moyenne annuelle observée sur la station météorologique de Météo-France la plus proche, « Esternay-Man », sur la commune d'Esternay à 5 km à vol d'oiseau, est de 10,9 °C et le cumul annuel moyen de précipitations est de 780,5 mm. 
La température maximale relevée sur cette station est de 42,5 °C, atteinte le 25 juillet 2019 ; la température minimale est de −25 °C, atteinte le 14 février 1956,,.
Les paramètres climatiques de la commune ont été estimés pour le milieu du siècle (2041-2070) selon différents scénarios d'émission de gaz à effet de serre à partir des nouvelles projections climatiques de référence DRIAS-2020. Ils sont consultables sur un site dédié publié par Météo-France en novembre 2022.

## Urbanisme

### Typologie
Au 1er janvier 2024, Joiselle est catégorisée commune rurale à habitat très dispersé, selon la nouvelle grille communale de densité à sept niveaux définie par l'Insee en 2022.
Elle est située hors unité urbaine. Par ailleurs la commune fait partie de l'aire d'attraction de Paris, dont elle est une commune de la couronne,.

### Occupation des sols
L'occupation des sols de la commune, telle qu'elle ressort de la base de données européenne d’occupation biophysique des sols Corine Land Cover (CLC), est marquée par l'importance des territoires agricoles (91,6 % en 2018), une proportion identique à celle de 1990 (91,6 %). La répartition détaillée en 2018 est la suivante : 
terres arables (91,6 %), forêts (8,4 %). L'évolution de l’occupation des sols de la commune et de ses infrastructures peut être observée sur les différentes représentations cartographiques du territoire : la carte de Cassini (XVIIIe siècle), la carte d'état-major (1820-1866) et les cartes ou photos aériennes de l'IGN pour la période actuelle (1950 à aujourd'hui).

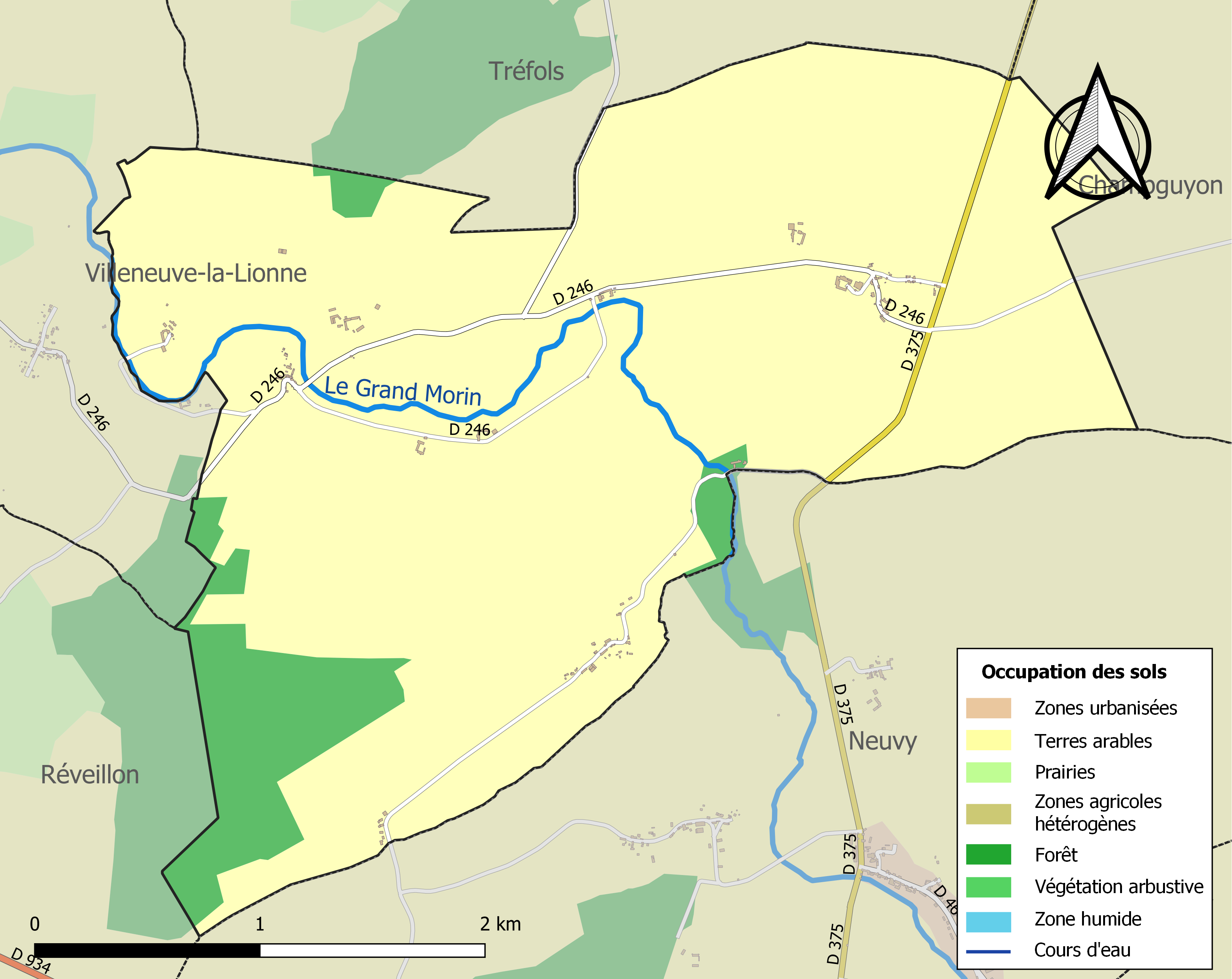
Carte des infrastructures et de l'occupation des sols de la commune en 2018 (CLC).

## Toponymie
Le nom de la localité est attesté sous les formes Joirel (vers 1222) ; Joerellum (1270) ; Jorellum (1407) ; Joisellum (1443) ; Joissellum (1457) ; Joysel (1493) ; Joisel (1603) ; Joizel (1652) ; Joiselle (1758) ; Josellum (1784).
L'origine du nom Joiselle viendrait de Jovi cella, c'est-à-dire temple de Jupiter en latin. De 1222, année où le nom de la commune apparait pour la première fois dans des écrits sous le nom de Joirel, à 1784 où son nom est Josellum, le nom du village change une dizaine de fois en cinq siècles avant de s'appeler définitivement Joiselle après la Révolution.

## Histoire

### Époque contemporaine
Pendant la première bataille de la Marne de la guerre 14-18, l'état-major du général Charles Mangin s'est installé le 7 septembre 1914 à Joiselle.

## Politique et administration

### Liste des maires
| Période                                  | Période                    | Identité            | Étiquette | Qualité |
| ---------------------------------------- | -------------------------- | ------------------- | --------- | --- |
| Les données manquantes sont à compléter. |                            |                     |           | |
|                                          | juin 1995                  | Pierre Gautier      |           | |
| juin 1995                                | mai 2020                   | Gérard Amon         |           | Agriculteur Président de la CC des Portes de Champagne ( ? → 2017) Président de la CC de Sézanne-Sud Ouest Marnais (2017 → 2020) |
| mai 2020                                 | En cours (au 10 juin 2020) | Jean-Claude Brochot |           | Agriculteur |

## Population et société

### Démographie
L'évolution du nombre d'habitants est connue à travers les recensements de la population effectués dans la commune depuis 1793. Pour les communes de moins de 10 000 habitants, une enquête de recensement portant sur toute la population est réalisée tous les cinq ans, les populations de référence des années intermédiaires étant quant à elles estimées par interpolation ou extrapolation. Pour la commune, le premier recensement exhaustif entrant dans le cadre du nouveau dispositif a été réalisé en 2008.

En 2022, la commune comptait 107 habitants, en évolution de +8,08 % par rapport à 2016 (Marne : −1,19 %, France hors Mayotte : +2,11 %).
| 1793 | 1800 | 1806 | 1821 | 1831 | 1836 | 1841 | 1846 | 1851 |
| ---- | ---- | ---- | ---- | ---- | ---- | ---- | ---- | ---- |
| 174  | 180  | 189  | 190  | 183  | 178  | 226  | 254  | 231  |

| 1856 | 1861 | 1866 | 1872 | 1876 | 1881 | 1886 | 1891 | 1896 |
| ---- | ---- | ---- | ---- | ---- | ---- | ---- | ---- | ---- |
| 211  | 206  | 204  | 189  | 190  | 183  | 207  | 200  | 183  |

| 1901 | 1906 | 1911 | 1921 | 1926 | 1931 | 1936 | 1946 | 1954 |
| ---- | ---- | ---- | ---- | ---- | ---- | ---- | ---- | ---- |
| 197  | 193  | 194  | 168  | 157  | 166  | 161  | 141  | 151  |

| 1962 | 1968 | 1975 | 1982 | 1990 | 1999 | 2006 | 2008 | 2013 |
| ---- | ---- | ---- | ---- | ---- | ---- | ---- | ---- | ---- |
| 145  | 126  | 71   | 69   | 80   | 88   | 86   | 86   | 95   |

| 2018 | 2022 | - | - | - | - | - | - | - |
| ---- | ---- | - | - | - | - | - | - | - |
| 101  | 107  | - | - | - | - | - | - | - |

### Enseignement
Il existait à Joiselle une école primaire qui a fermé ses portes à la fin des années 1960.

## Économie

### Entreprises et commerces
L'activité économique de Joiselle est essentiellement agricole. On y cultive le blé, le colza et le tournesol. En 2020, six exploitations agricoles avaient leur siège dans la commune.
Sur le plan touristique, une activité de vélo-rail appelée les Cyclo-draisines du Grand Morin s'est développée depuis 2011 et offre aux participants la possibilité de pédaler sur l'ancienne voie ferrée Sézanne-Coulommiers à partir de l'ancienne gare de Joiselle. Elle fonctionne du mardi au dimanche en juillet  et en août, sur réservation le reste de l'année.

## Culture locale et patrimoine

### Lieux et monuments
Joiselle possède une église avec une nef de style roman (XIIe – XIIIe siècle) et un chœur reconstruit au XVIe siècle. Autrefois dédiée à saint Antoine, elle faisait l'objet d'un pèlerinage très célèbre dans la région jusqu'à la Révolution. À partir du XVIIe siècle, elle devient l'église des Saints-Innocents. À l'intérieur, se trouvent, notamment, un bel ensemble de boiseries anciennes, une cuve baptismale du XVe siècle et une Vierge à l'Enfant. Un tilleul bicentenaire planté en 1791 s'élevait devant l'église, en hommage à la liberté. Il faisait environ quatre mètres de circonférence. Abattu par la tempête de décembre 1999, il n'en reste aujourd'hui que la souche.
La commune n'a pas de monument aux morts proprement dit, mais une plaque posée sur le mur d'un bâtiment (l'ancienne école, sans doute) évoque les soldats morts pour la France.

### Personnalités liées à la commune
- Jean-Louis Martinoty (1946-2016), metteur en scène d'opéra et directeur de l'Opéra de Paris de 1986 à 1989, a vécu quarante-cinq ans  à Joiselle. Il y est inhumé.